# Nevena Božović
Nevena Božović (Servisch: Невена Божовић; Mitrovicë, 15 juni 1994) is een Servisch zangeres.

## Jeugd
Božović werd in Kosovo geboren als dochter van Servische ouders.

## Biografie
Božović raakte in 2007 bekend bij het door haar deelname aan het Junior Eurovisiesongfestival 2007, in het Nederlandse Rotterdam. Met het nummer Piši mi eindigde ze op de derde plaats, met 120 punten. Dit is nog steeds de beste Servische prestatie in de geschiedenis van het Junior Eurovisiesongfestival.
In 2013 vormde ze samen met Mirna Radulović en Sara Jovanović de meidengroep Moje 3, waarmee ze deelnam aan Beosong 2013, de nationale preselectie voor het Eurovisiesongfestival. Met het nummer Ljubav je svuda won het trio de nationale finale. Hierdoor werd Nevena Božović de eerste artieste die zowel aan het Junior als aan het grote Eurovisiesongfestival heeft deelgenomen. De drie plaatsten zich niet voor de finale.
In 2019 waagde Božović opnieuw haar kans in de Servische preselectie Beovizija. Ook ditmaal ging ze met de zegepalm aan de haal, waardoor ze Servië vertegenwoordigde op het Eurovisiesongfestival 2019 in Tel Aviv. Met het nummer Kruna wist ze door te stoten tot de finale, waarin ze achttiende werd. Božović huwde in april 2019.
2007: Marija Šerifović · 
2008: Jelena Tomašević feat. Bora Dugić · 
2009: Marko Kon & Milaan · 
2010: Milan Stanković · 
2011: Nina Radojčić · 
2012: Željko Joksimović · 
2013: Moje 3 · 
2015: Bojana Stamenov · 
2016: Sanja Vučić · 
2017: Tijana Bogićević · 
2018: Sanja Ilić & Balkanika · 
2019: Nevena Božović · 
2021: Hurricane · 
2022: Konstrakta · 
2023: Luke Black · 
2024: Teya Dora · 
2025: Princ
2006: Neustrašivi Učitelji Stranih Jezika · 
2007: Nevena Božović · 
2008: Maja Mazić · 
2009: Ništa Lično · 
2010: Sonja Škorić · 
2014: Emilija Đonin · 
2015: Lena Stamenković · 
2016: Dunja Jeličić · 
2017: Irina Brodić & Jana Paunović · 
2018: Bojana Radovanović · 
2019: Darija Vračević · 
2020: Petar Aničić · 
2021: Jovana & Dunja · 
2022: Katarina Savić